# Kamienica przy ulicy Stefana Batorego 21 w Krakowie
Kamienica przy ulicy Stefana Batorego 21 – zabytkowa kamienica, znajdująca się w Krakowie, w dzielnicy I, na terenie dawnej jurydyki Garbary.

## Opis konstrukcji
Kamienica została wzniesiona w 1892 roku według projektu architekta Aleksandra Biborskiego. W 1909 odbył się remont budynku. W latach 60. XX wieku odbyła się nadbudowa trzeciego i czwartego piętra budynku.
Kamienica znajduje się na obszarze Piasku, którego układ urbanistyczny został wpisany 15 października 2015 do rejestru zabytków. Budynek znajduje się także w gminnej ewidencji zabytków.